# Нерюнгри-Пассажирская
Нерюнгри-Пассажирская  — железнодорожная станция Амуро-Якутской магистрали в городе Нерюнгри, одна из трёх лежащих в его черте (ещё Нерюнгри-Грузовая и Угольная).

## История
Станция открыта в 1984 году, как часть инфраструктуры по обслуживанию Южно-Якутского угленосного бассейна. В этом же году было запущено пассажирское движение от Нерюнгри до Тынды и других станций СССР. По состоянию на 2020 год существует регулярное пассажирское движение в сторону Якутска до станции Нижний Бестях.

## Дальнее следование по станции
| № поезда | Маршрут движения         | № поезда | Маршрут движения         |
| -------- | ------------------------ | -------- | ------------------------ |
| 375      | Нерюнгри — Тайшет        | 376      | Тайшет — Нерюнгри        |
| ВБС      | Нерюнгри — Москва        | ВБС      | Москва — Нерюнгри        |
| ВБС      | Нерюнгри — Кисловодск    | ВБС      | Кисловодск — Нерюнгри    |
| 687      | Нерюнгри — Сковородино   | 687      | Сковородино — Нерюнгри   |
| ВБС      | Нерюнгри — Новосибирск   | ВБС      | Новосибирск — Нерюнгри   |
| 327      | Нижний Бестях — Нерюнгри | 328      | Нерюнгри — Нижний Бестях |
| 325      | Нерюнгри — Хабаровск     | 326      | Хабаровск — Нерюнгри     |

## Фотографии

Тепловоз в праздничной раскраске к 45-летию строительства БАМа, 6 июля 2019 года
Персонал на станции Нерюнгри в форменной одежде
Расписание поездов по станции Нерюнгри в 2019 году
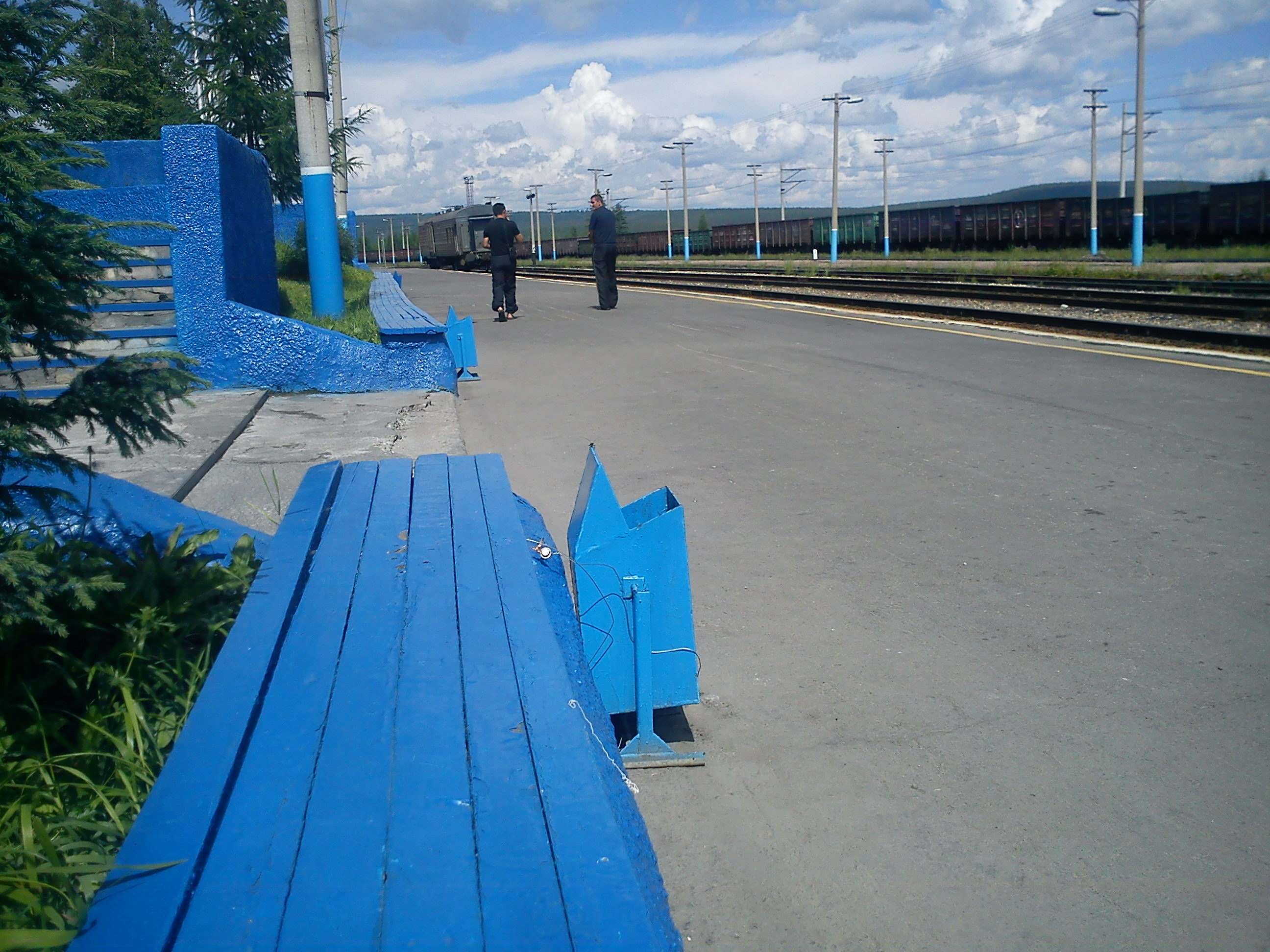
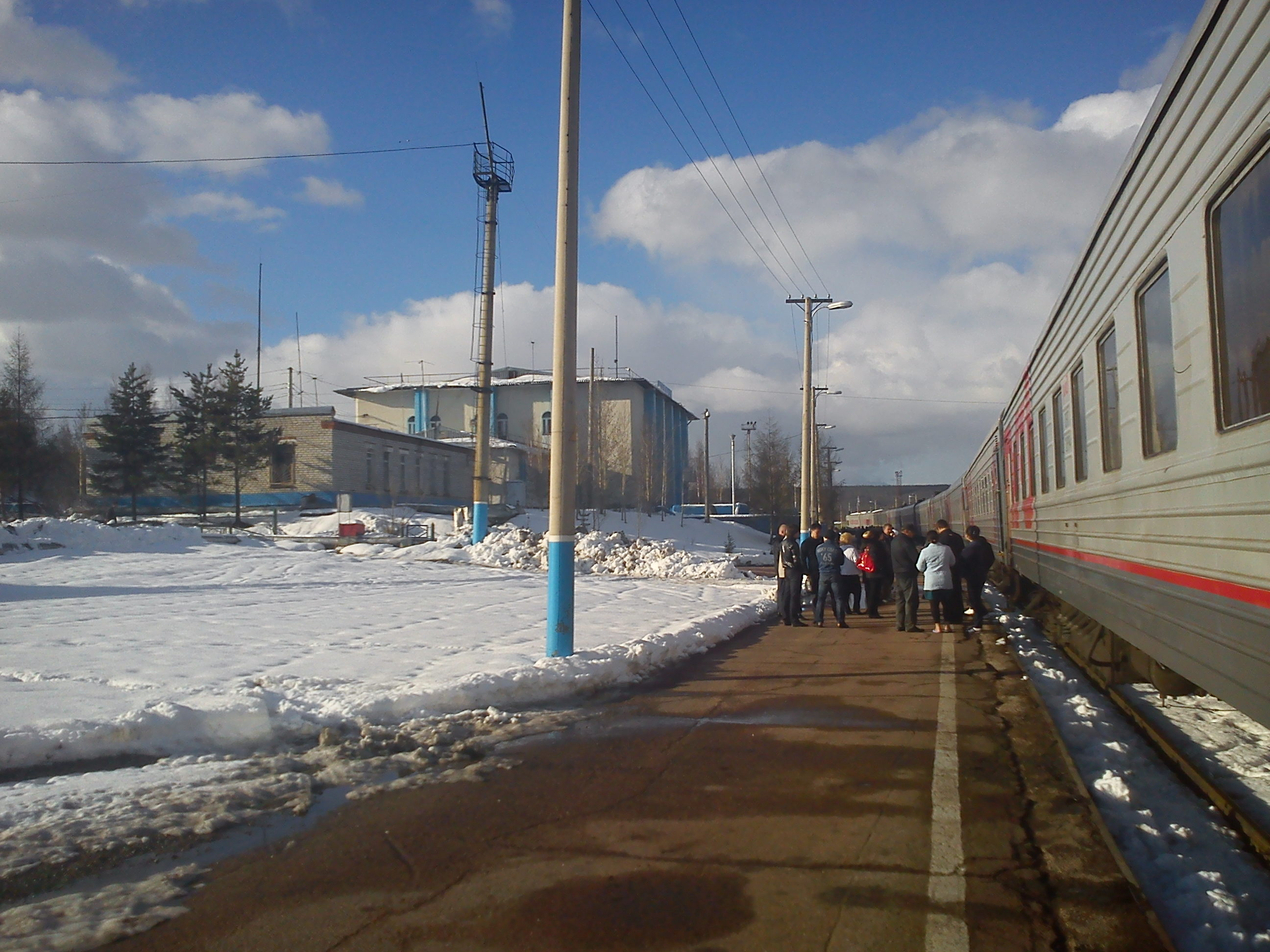
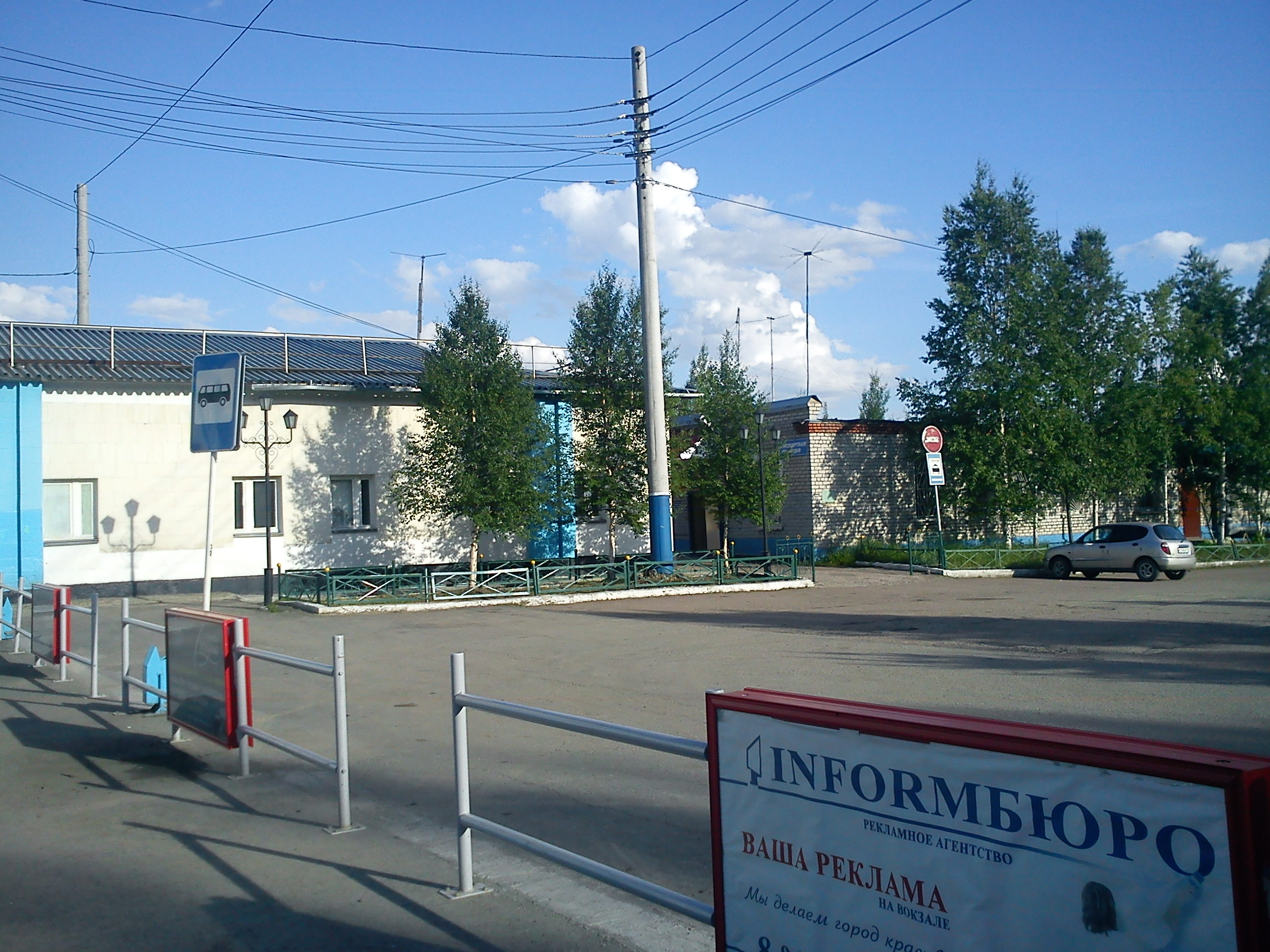
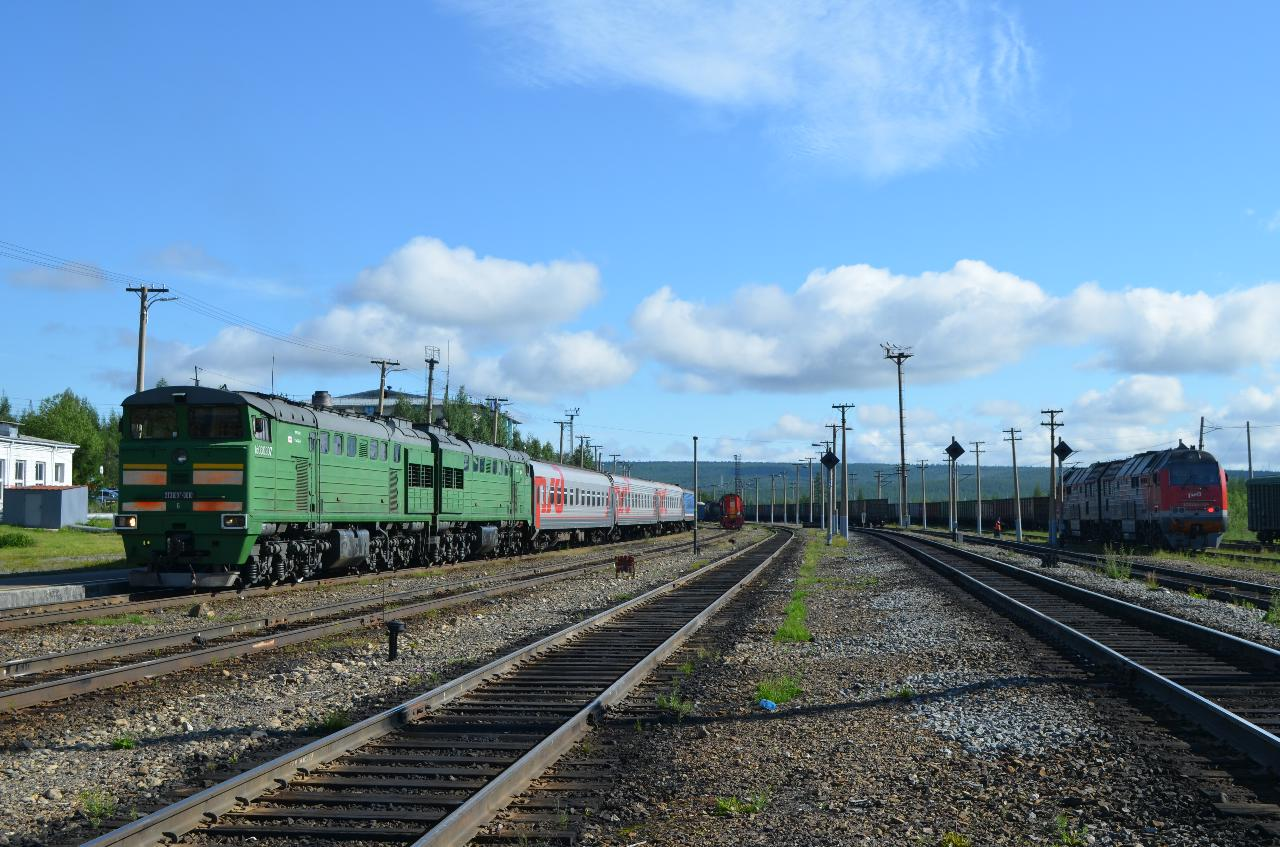